# كيتيكان زيبي (كيبك)
كيتيكان زيبي (بالإنجليزية: Kitigan Zibi, Quebec)‏ هي منطقة سكنية تقع في كندا في Outaouais. يقدر عدد سكانها بـ 1,401 نسمة ومساحتها 183.90 كم2 .